# Fotoș, Covasna
Fotoș (maghiară Fotosmartonos) este un sat în comuna Ghidfalău din județul Covasna, Transilvania, România. Se află în partea de central-vestică a județului, în Depresiunea Sfântu Gheorghe, la poalele vestice ale munților Bodoc.